# Donyell Malen
Donyell Malen (Wieringen, 19 gennaio 1999) è un calciatore olandese, attaccante dell'Aston Villa e della nazionale olandese.

## Caratteristiche tecniche
Giocatore veloce e con un ottimo fiuto del goal, è una prima punta che ama però svariare su tutto il fronte d'attacco. Calcia con precisione dalla media distanza, sfrutta bene rapidità e dinamismo, dà sfoggio alle volte di una tecnica raffinata, sa usare anche il colpo di testa. Si ispira a Thierry Henry.
Nell'estate del 2019 viene indicato dalla UEFA come uno dei 50 giovani più promettenti per la stagione 2019-2020.

## Carriera

### Club

#### PSV Eindhoven
Nato a Wieringen, nel 2007 entra a far parte delle giovanili dell'Ajax. Nonostante una grande resistenza da parte del club olandese, otto anni più tardi viene acquistato dall'Arsenal. Con i Gunners raggiunge grandi traguardi individuali, senza però riuscire ad esordire in prima squadra.
Nell'agosto del 2017 viene acquistato dal PSV. Aggregato inizialmente alla Under-21 e alla seconda squadra, il 20 ottobre debutta in Eerste Divisie nella partita vinta per 3-2 contro il RKC Waalwijk. Il mese seguente, nell'incontro vinto per 6-0 contro il Telstar, realizza la sua prima rete da professionista. Il 3 febbraio 2018 esordisce nella massima serie olandese in occasione del match vinto 4-0 contro il PEC Zwolle. Ottiene poi altre tre presenze, contribuendo alla vittoria del campionato.
Nell'annata seguente viene definitivamente promosso in prima squadra. Il 21 agosto 2018 debutta nei preliminari di UEFA Champions League, realizzando la rete del 3-2 finale contro il BATĖ Borisov. Quattro giorni più tardi segna in Eredivisie, da subentrato, il gol vittoria contro il PEC Zwolle. Utilizzato prevalentemente come ala sinistra dall'allenatore Mark van Bommel, a fine stagione colleziona 42 presenze e 11 reti in tutte le competizioni.
La stagione 2019-2020 inizia con una rete nella partita di andata vinta 3-2 contro il Basilea e valevole per l'accesso alla UEFA Champions League. Il 14 settembre 2019, in occasione della 5ª giornata di Eredivisie, realizza 5 reti nel match vinto contro il Vitesse. Tre mesi dopo si infortuna gravemente al ginocchio sinistro, terminando anzitempo una grande stagione (25 presenze, 17 gol e 9 assist).
Torna a giocare e a segnare in campionato il 13 settembre 2020 nella vittoria esterna per 1-3 contro il Groningen. A fine anno mette insieme 45 presenze e 27 gol, attirando su di sé l’attenzione di diversi club europei.

#### Borussia Dortmund
Il 27 luglio 2021 viene acquistato dal Borussia Dortmund a titolo definitivo per circa 30 milioni di euro. Il 28 settembre segna il suo primo gol alla decima presenza, risultando decisivo per la vittoria contro lo Sporting Lisbona in Champions League.
Aston Villa
Dopo tre stagioni e mezzo disputate in giallonero, condite da 39 gol in 133 partite, il 14 gennaio 2025 passa all'Aston Villa a titolo definitivo per 25 milioni di euro.

### Nazionale
Dopo aver fatto tutta la trafila delle giovanili, il 6 settembre 2019 debutta in nazionale maggiore in occasione del match vinto 4-2 contro la Germania, segnando al 78º minuto il terzo gol della selezione allenata da Ronald Koeman.
Nel 2021 viene convocato per l’Europeo; nella manifestazione colleziona 4 presenze senza però andare a segno. Nell'edizione Germania 2024 agli ottavi di finale segna una doppietta sconfiggendo per 3-0 la Romania

## Statistiche

### Presenze e reti nei club
Statistiche aggiornate al 10 gennaio 2025.
| Stagione                 | Squadra                  | Campionato               | Campionato | Campionato | Coppe nazionali | Coppe nazionali | Coppe nazionali | Coppe continentali | Coppe continentali | Coppe continentali | Altre coppe | Altre coppe | Altre coppe | Totale | Totale | Totale |
| Stagione                 | Squadra                  | Comp                     | Pres       | Reti       | Comp            | Pres            | Reti            | Comp               | Pres               | Reti               | Comp        | Pres        | Reti        | Pres   | Reti   |        |
| ------------------------ | ------------------------ | ------------------------ | ---------- | ---------- | --------------- | --------------- | --------------- | ------------------ | ------------------ | ------------------ | ----------- | ----------- | ----------- | ------ | ------ | ------ |
| 2017-gen. 2018           | Jong PSV                 | ED                       | 22         | 13         | -               | -               | -               | -                  | -                  | -                  | -           | -           | -           | 22     | 13     |        |
| gen.-giu. 2018           | PSV                      | ED                       | 4          | 0          | CO              | 0               | 0               | -                  | -                  | -                  | -           | -           | -           | 4      | 0      |        |
| 2018-2019                | PSV                      | ED                       | 31         | 10         | CO              | 2               | 0               | UCL                | 8                  | 1                  | SO          | 1           | 0           | 42     | 11     |        |
| 2019-2020                | PSV                      | ED                       | 14         | 11         | CO              | 0               | 0               | UCL+UEL            | 2+8                | 1+5                | SO          | 1           | 0           | 25     | 17     |        |
| 2020-2021                | PSV                      | ED                       | 32         | 19         | CO              | 3               | 1               | UEL                | 10                 | 7                  | -           | -           | -           | 45     | 27     |        |
| Totale PSV               | Totale PSV               | Totale PSV               | 81         | 40         |                 | 5               | 1               |                    | 28                 | 14                 |             | 2           | 0           | 116    | 55     |        |
| 2021-2022                | Borussia Dortmund        | BL                       | 27         | 5          | CG              | 2               | 0               | UCL+ UEL           | 6+3                | 3+1                | SG          | 1           | 0           | 39     | 9      |        |
| 2022-2023                | Borussia Dortmund        | BL                       | 26         | 9          | CG              | 3               | 1               | UCL                | 6                  | 0                  | -           | -           | -           | 35     | 10     |        |
| 2023-2024                | Borussia Dortmund        | BL                       | 27         | 13         | CG              | 3               | 1               | UCL                | 8                  | 1                  | -           | -           | -           | 38     | 15     |        |
| 2024-gen. 2025           | Borussia Dortmund        | BL                       | 14         | 3          | CG              | 2               | 0               | UCL                | 5                  | 2                  | -           | -           | -           | 21     | 5      |        |
| Totale Borussia Dortmund | Totale Borussia Dortmund | Totale Borussia Dortmund | 94         | 30         |                 | 10              | 2               |                    | 28                 | 7                  |             | 1           | 0           | 133    | 39     |        |
| Totale carriera          | Totale carriera          | Totale carriera          | 197        | 83         |                 | 15              | 3               |                    | 56                 | 21                 |             | 3           | 0           | 271    | 107    |        |

### Cronologia presenze e reti in nazionale
| Cronologia completa delle presenze e delle reti in nazionale ― Paesi Bassi | Cronologia completa delle presenze e delle reti in nazionale ― Paesi Bassi | Cronologia completa delle presenze e delle reti in nazionale ― Paesi Bassi | Cronologia completa delle presenze e delle reti in nazionale ― Paesi Bassi | Cronologia completa delle presenze e delle reti in nazionale ― Paesi Bassi | Cronologia completa delle presenze e delle reti in nazionale ― Paesi Bassi | Cronologia completa delle presenze e delle reti in nazionale ― Paesi Bassi | Cronologia completa delle presenze e delle reti in nazionale ― Paesi Bassi |
| Data                                                                       | Città                                                                      | In casa                                                                    | Risultato                                                                  | Ospiti                                                                     | Competizione                                                               | Reti                                                                       | Note                                                                       |
| -------------------------------------------------------------------------- | -------------------------------------------------------------------------- | -------------------------------------------------------------------------- | -------------------------------------------------------------------------- | -------------------------------------------------------------------------- | -------------------------------------------------------------------------- | -------------------------------------------------------------------------- | -------------------------------------------------------------------------- |
| 6-9-2019                                                                   | Amburgo                                                                    | Germania                                                                   | 2 – 4                                                                      | Paesi Bassi                                                                | Qual. Euro 2020                                                            | 1                                                                          | 58’                                                                        |
| 9-9-2019                                                                   | Tallinn                                                                    | Estonia                                                                    | 0 – 4                                                                      | Paesi Bassi                                                                | Qual. Euro 2020                                                            | -                                                                          | 63’                                                                        |
| 10-10-2019                                                                 | Rotterdam                                                                  | Paesi Bassi                                                                | 3 – 1                                                                      | Irlanda del Nord                                                           | Qual. Euro 2020                                                            | -                                                                          | 66’                                                                        |
| 13-10-2019                                                                 | Minsk                                                                      | Bielorussia                                                                | 1 – 2                                                                      | Paesi Bassi                                                                | Qual. Euro 2020                                                            | -                                                                          |                                                                            |
| 11-10-2020                                                                 | Zenica                                                                     | Bosnia ed Erzegovina                                                       | 0 – 0                                                                      | Paesi Bassi                                                                | UEFA Nations League 2020-2021 - 1º turno                                   | -                                                                          | 69’                                                                        |
| 18-11-2020                                                                 | Chorzów                                                                    | Polonia                                                                    | 1 – 2                                                                      | Paesi Bassi                                                                | UEFA Nations League 2020-2021 - 1º turno                                   | -                                                                          |                                                                            |
| 24-3-2021                                                                  | Istanbul                                                                   | Turchia                                                                    | 4 – 2                                                                      | Paesi Bassi                                                                | Qual. Mondiali 2022                                                        | -                                                                          | 69’                                                                        |
| 30-3-2021                                                                  | Gibilterra                                                                 | Gibilterra                                                                 | 0 – 7                                                                      | Paesi Bassi                                                                | Qual. Mondiali 2022                                                        | 1                                                                          | 54’                                                                        |
| 6-6-2021                                                                   | Enschede                                                                   | Paesi Bassi                                                                | 3 – 0                                                                      | Georgia                                                                    | Amichevole                                                                 | -                                                                          | 77’                                                                        |
| 13-6-2021                                                                  | Amsterdam                                                                  | Paesi Bassi                                                                | 3 – 2                                                                      | Ucraina                                                                    | Euro 2020 - 1º turno                                                       | -                                                                          | 90+1’                                                                      |
| 17-6-2021                                                                  | Amsterdam                                                                  | Paesi Bassi                                                                | 2 – 0                                                                      | Austria                                                                    | Euro 2020 - 1º turno                                                       | -                                                                          | 64’                                                                        |
| 21-6-2021                                                                  | Amsterdam                                                                  | Macedonia del Nord                                                         | 0 – 3                                                                      | Paesi Bassi                                                                | Euro 2020 - 1º turno                                                       | -                                                                          | 66’                                                                        |
| 27-6-2021                                                                  | Budapest                                                                   | Paesi Bassi                                                                | 0 – 2                                                                      | Rep. Ceca                                                                  | Euro 2020 - Ottavi di finale                                               | -                                                                          | 57’                                                                        |
| 1-9-2021                                                                   | Oslo                                                                       | Norvegia                                                                   | 1 – 1                                                                      | Paesi Bassi                                                                | Qual. Mondiali 2022                                                        | -                                                                          | 46’ 90+3’                                                                  |
| 7-9-2021                                                                   | Amsterdam                                                                  | Paesi Bassi                                                                | 6 – 1                                                                      | Turchia                                                                    | Qual. Mondiali 2022                                                        | 1                                                                          | 61’                                                                        |
| 11-10-2021                                                                 | Rotterdam                                                                  | Paesi Bassi                                                                | 6 – 0                                                                      | Gibilterra                                                                 | Qual. Mondiali 2022                                                        | 1                                                                          | 78’                                                                        |
| 13-11-2021                                                                 | Podgorica                                                                  | Montenegro                                                                 | 2 – 2                                                                      | Paesi Bassi                                                                | Qual. Mondiali 2022                                                        | -                                                                          | 46’                                                                        |
| 26-3-2022                                                                  | Amsterdam                                                                  | Paesi Bassi                                                                | 4 – 2                                                                      | Danimarca                                                                  | Amichevole                                                                 | -                                                                          | 77’                                                                        |
| 29-3-2022                                                                  | Amsterdam                                                                  | Paesi Bassi                                                                | 1 – 1                                                                      | Germania                                                                   | Amichevole                                                                 | -                                                                          | 58’                                                                        |
| 24-3-2023                                                                  | Saint-Denis                                                                | Francia                                                                    | 4 – 0                                                                      | Paesi Bassi                                                                | Qual. Euro 2024                                                            | -                                                                          | 68’                                                                        |
| 27-3-2023                                                                  | Rotterdam                                                                  | Paesi Bassi                                                                | 3 – 0                                                                      | Gibilterra                                                                 | Qual. Euro 2024                                                            | -                                                                          | 46’                                                                        |
| 14-6-2023                                                                  | Rotterdam                                                                  | Paesi Bassi                                                                | 2 – 4 dts                                                                  | Croazia                                                                    | UEFA Nations League 2022-2023 - Semifinale                                 | 1                                                                          | 75’                                                                        |
| 18-6-2023                                                                  | Enschede                                                                   | Paesi Bassi                                                                | 2 – 3                                                                      | Italia                                                                     | UEFA Nations League 2022-2023 - Finale 3º posto                            | -                                                                          | 46’                                                                        |
| 10-9-2023                                                                  | Dublino                                                                    | Irlanda                                                                    | 1 – 2                                                                      | Paesi Bassi                                                                | Qual. Euro 2024                                                            | -                                                                          | 68’                                                                        |
| 13-10-2023                                                                 | Eindhoven                                                                  | Paesi Bassi                                                                | 1 – 2                                                                      | Francia                                                                    | Qual. Euro 2024                                                            | -                                                                          | 38’                                                                        |
| 16-10-2023                                                                 | Atene                                                                      | Grecia                                                                     | 0 – 1                                                                      | Paesi Bassi                                                                | Qual. Euro 2024                                                            | -                                                                          | 46’                                                                        |
| 18-11-2023                                                                 | Amsterdam                                                                  | Paesi Bassi                                                                | 1 – 0                                                                      | Irlanda                                                                    | Qual. Euro 2024                                                            | -                                                                          | 80’                                                                        |
| 21-11-2023                                                                 | Faro                                                                       | Gibilterra                                                                 | 0 – 6                                                                      | Paesi Bassi                                                                | Qual. Euro 2024                                                            | -                                                                          | 77’                                                                        |
| 22-3-2024                                                                  | Amsterdam                                                                  | Paesi Bassi                                                                | 4 – 0                                                                      | Scozia                                                                     | Amichevole                                                                 | 1                                                                          | 77’                                                                        |
| 26-3-2024                                                                  | Francoforte sul Meno                                                       | Germania                                                                   | 2 – 1                                                                      | Paesi Bassi                                                                | Amichevole                                                                 | -                                                                          | 75’                                                                        |
| 6-6-2024                                                                   | Rotterdam                                                                  | Paesi Bassi                                                                | 4 – 0                                                                      | Canada                                                                     | Amichevole                                                                 | -                                                                          | 62’                                                                        |
| 10-6-2024                                                                  | Rotterdam                                                                  | Paesi Bassi                                                                | 4 – 0                                                                      | Islanda                                                                    | Amichevole                                                                 | 1                                                                          | 75’                                                                        |
| 16-6-2024                                                                  | Amburgo                                                                    | Polonia                                                                    | 1 – 2                                                                      | Paesi Bassi                                                                | Euro 2024 - 1º turno                                                       | -                                                                          | 62’                                                                        |
| 25-6-2024                                                                  | Berlino                                                                    | Paesi Bassi                                                                | 2 – 3                                                                      | Austria                                                                    | Euro 2024 - 1º turno                                                       | -                                                                          | 72’                                                                        |
| 2-7-2024                                                                   | Monaco di Baviera                                                          | Romania                                                                    | 0 – 3                                                                      | Paesi Bassi                                                                | Euro 2024 - Ottavi di finale                                               | 2                                                                          | 46’ 90+4’                                                                  |
| 10-7-2024                                                                  | Dortmund                                                                   | Paesi Bassi                                                                | 1 – 2                                                                      | Inghilterra                                                                | Euro 2024 - Semifinale                                                     | -                                                                          | 46’                                                                        |
| 7-9-2024                                                                   | Eindhoven                                                                  | Paesi Bassi                                                                | 5 – 2                                                                      | Bosnia ed Erzegovina                                                       | UEFA Nations League 2024-2025 - 1º turno                                   | -                                                                          | 66’                                                                        |
| 11-10-2024                                                                 | Budapest                                                                   | Ungheria                                                                   | 1 – 1                                                                      | Paesi Bassi                                                                | UEFA Nations League 2024-2025 - 1º turno                                   | -                                                                          | 76’                                                                        |
| 14-10-2024                                                                 | Monaco di Baviera                                                          | Germania                                                                   | 1 – 0                                                                      | Paesi Bassi                                                                | UEFA Nations League 2024-2025 - 1º turno                                   | -                                                                          | 46’                                                                        |
| 16-11-2024                                                                 | Amsterdam                                                                  | Paesi Bassi                                                                | 4 – 0                                                                      | Ungheria                                                                   | UEFA Nations League 2024-2025 - 1º turno                                   | -                                                                          | 86’                                                                        |
| 19-11-2024                                                                 | Zenica                                                                     | Bosnia ed Erzegovina                                                       | 1 – 1                                                                      | Paesi Bassi                                                                | UEFA Nations League 2024-2025 - 1º turno                                   | -                                                                          | 66’                                                                        |
| 23-3-2025                                                                  | Valencia                                                                   | Spagna                                                                     | 3 – 3 dts (5 – 4 dtr)                                                      | Paesi Bassi                                                                | UEFA Nations League 2024-2025 - Quarti di finale                           | -                                                                          | 78’                                                                        |
| 10-6-2025                                                                  | Groninga                                                                   | Paesi Bassi                                                                | 8 – 0                                                                      | Malta                                                                      | Qual. Mondiali 2026                                                        | 2                                                                          | 72’                                                                        |
| Totale                                                                     |                                                                            | Presenze                                                                   | 43                                                                         |                                                                            | Reti                                                                       | 11                                                                         |                                                                            |

## Palmarès

### Club
- Campionato olandese: 1

PSV: 2017-2018